# 第40屆香港電影金像獎
第40屆香港電影金像獎（英語：40th Hong Kong Film Awards）是為表彰2020至2021年度表現傑出的香港電影所頒發的獎項，原定於2021年舉行，但由於2019冠狀病毒病疫情影響影院營業以及電影上映的檔期而順延一年舉行，2020至2021年度的參選電影合併進行投票及頒獎。頒獎典禮原定於2022年4月17日晚在香港文化中心舉行，因香港爆發2019冠狀病毒病第五波疫情而再度押後至2022年7月17日晚在九龍灣國際展貿中心舉行，並由ViuTV製作及提供香港免費電視足本現場直播。
本屆金像獎主題為「金像四十 不惑如初」，由著名美術指導張叔平為大會擔任美術設計，紅地毯司儀則由強尼及沈殷怡擔任，而大會Facebook及Youtube紅地毯直播主持是試當真的蘇致豪及許賢。ViuTV方面，廠景主持為蔡宛珊及鄭伊琪、外景主持則為虞逸峯及李昭南。本届金像獎頒獎典禮由彭秀慧擔任大會司儀，然而典禮仿效近年奧斯卡金像獎設計，主要由頒獎嘉賓串起全場。是屆頒獎典禮繼續由倪秉郎擔任宣讀提名名單報幕員，鄭啟泰擔任頒獎典禮現場報幕員。

## 投票及記者會
本屆金像獎首輪投票於2022年1月3日至21日進行，有1573名選民有資格參與，加上110位專業評審，合共1683人可參與投票，投票率達58.35%，比上届60.63%略低，也是近年内首輪投票率首次跌破60%大關。受COVID-19疫情影響，第二輪投票再度延遲至2022年5月12日結束。
大會於2022年2月16日中午假ViuTV九龍灣錄影廠舉行記者會公佈提名名單。記者會主持為陳安立，嘉賓為曾獲香港電影金像獎最佳男主角獎得主張家輝，以及第37屆香港電影金像獎新晉導演得主彭秀慧。

## 獎項統計
注：以下不包括「最佳亞洲華語電影」之部分
| 數目 | 電影名稱                                               |
| 獲獎 |                                                        |
| 5    | 梅艷芳                                                 |
| 4    | 智齒、怒火                                             |
| 1    | 媽媽的神奇小子、手捲煙、殺出個黃昏、一秒拳王、第一爐香 |
| 提名 |                                                        |
| 14   | 智齒                                                   |
| 12   | 梅艷芳                                                 |
| 11   | 濁水漂流                                               |
| 9    | 媽媽的神奇小子                                         |
| 8    | 怒火                                                   |
| 7    | 手捲煙                                                 |
| 5    | 殺出個黃昏                                             |
| 4    | 一秒拳王、拆彈專家2、第一爐香                          |
| 3    | 奪冠、長津湖                                           |
| 2    | 好好拍電影、除暴                                       |
| 1    | 馬達·蓮娜、真·三國無雙、狂舞派3                        |

### 金像獎電影
| 電影               | 獎項                                                                 |
| ------------------ | -------------------------------------------------------------------- |
| 《梅艷芳》         | 最佳新演員、最佳女配角、最佳視覺效果、最佳音響效果、最佳服裝造型設計 |
| 《智齒》           | 最佳編劇、最佳攝影、最佳美術指導、最佳女主角                         |
| 《怒火》           | 最佳剪接、最佳動作設計、最佳導演、最佳電影                           |
| 《殺出個黄昏》     | 最佳男主角                                                           |
| 《媽媽的神奇小子》 | 最佳男配角                                                           |
| 《第一爐香》       | 最隹原創電影音樂                                                     |
| 《一秒拳王》       | 最佳原創電影歌曲                                                     |
| 《手捲煙》         | 新晉導演                                                             |

## 主題曲
- 〈金人〉
  - 作曲：Gareth. T
  - 填詞：梁栢堅、Rap詞：Benny Han
  - 編曲：Edward Chan、Michael Wong、Y.Siu、Anson Chan、Key Ng @emp
  - 主唱：MIRROR

## 特別環節及表演
- 尔冬升為第39屆香港電影金像獎得獎者補發獎座，出席的得獎者包括：
  - 新晉導演：黃綺琳《金都》
  - 最佳原創電影音樂：林二汶《金都》
  - 最佳美術指導：張兆康《花椒之味》
  - 最佳男配角：張達明《麥路人》
  - 最佳男主角：太保《叔·叔》
  - 最佳原創電影歌曲：FLY《少年的你》（主唱：岑寧兒）
  - 最佳編劇：林詠琛《少年的你》
  - 最佳電影：《少年的你》（監製：許月珍）
  - 最佳導演：曾國祥《少年的你》
- 彭秀慧作開場演講。

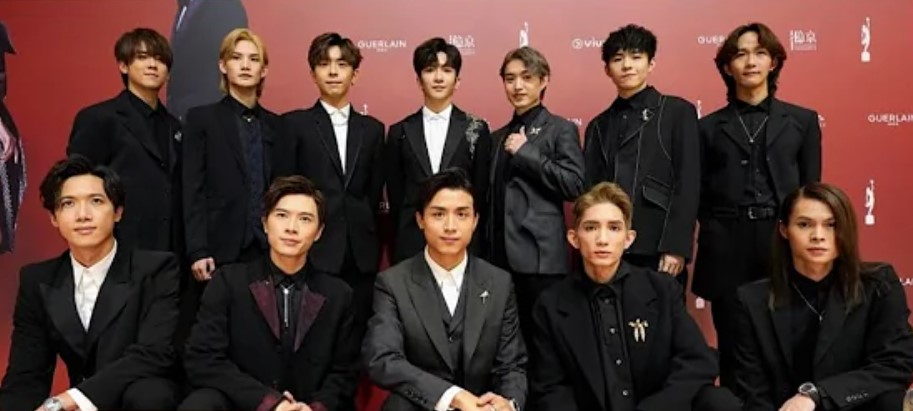
MIRROR在第40屆香港電影金像獎上擔任表演嘉賓

- MIRROR表演本届金像獎主題曲《金人》。
- 最佳原創電影歌曲表演：
  - 黃衍仁表演《濁水漂流》主題曲《濁水漂流》。
  - 周國賢、ToNick表演《一秒拳王》主題曲《時間的初衷》、《怒火》主題曲《對峙》。
  - 霍嘉豪、阿弗、劉敬雯、Jan Curious、Kids Choir-戴天信、戴菲然、范芯堯、李寶瑜、莊冬晴表演《狂舞派3》主題曲《歡迎嚟到呢座城市》。
  - 柳應廷表演《媽媽的神奇小子》主題曲《神奇之路》。

## 致敬
本屆的致敬環節由彭秀慧引言，王丹妮及梁仲恆演唱梅艷芳的歌曲《似水流年》，下列辞世的電影工作者出現在短片中。
- 周坤玲（演員）
- 王鍾（演員、導演）
- 劉藍溪（演員）
- 梁淑莊（演員）
- 歐嘉慧（演員）
- 林聰（演員、導演）
- 尤聲普（演員）
- 梁潔華（演員）
- 張錚（演員、導演）
- 曾偉權（演員）
- 鄧衍成（導演）
- 譚炳文（演員、配音員）
- 李行（導演）
- 梁立人（監製、編劇）
- 陳好逑（演員）
- 楊昇（演員、導演、動作指導）
- 邵國華（編劇、演員）
- 司徒安（編劇）
- 杜少明（演員）
- 盧雄（配音員、演員）
- 謝月美（演員、配音指導）
- 鄧一鳴（監製）
- 黃樹棠（演員）
- 和田惠美（服装指導）
- 周永光（燈光師）
- 李我（播音員、演員）
- 寶田明（演員）
- 陳松勇（演員）
- Bradley James Allan（英语：Brad Allan）（演員、動作指導）
- 千葉真一（演員）
- 石天（演員、導演、監製）
- 吳孟達（演員）
- 李香琴（演員）
- 廖啟智（演員）
- 陳木勝（導演、監製）
- 王羽（演員、導演）
- 楚原（導演、編劇、演員）
- 曾江（演員）
- 羅啟銳（導演、編劇）
- 倪匡（編劇、作家）
- 朱日紅（場記、副導演）

## 無障礙服務
大會公布當晚直播的節目特設口述影像及手語傳譯，分別由「香港盲人輔導會」及「香港手語來自聾星」為視障、聾人及有需要人士服務，讓有需要的觀眾可以無障礙地欣賞。
- 香港盲人輔導會
  - 義務口述影像服務顧問：楊吉璽
  - 口述影像員：彭晴、關恩慈、梁嘉賢

- 香港手語來自聾星
  - 手語傳譯員：余安琳、余煒琳、趙文婧、梁佩欣、周珮君

## 收視
是屆頒獎典禮於香港ViuTV之收視紀錄：
| 節目                                   | 電視直播收視 | 備註                     |
| 第40屆香港電影金像獎頒奬典禮紅地氈盛況 | 2.6點        | [ 3 ]                    |
| 第40屆香港電影金像獎頒奬典禮           | 10.4點       | 開台以來黃金時段最高收視 |

## 記事
- 由於上届金像獎受疫情影響沒有舉行實體頒獎禮，本届頒獎禮揭幕前公佈上届各獎項得主並補發獎座。
- 謝賢憑《殺出個黄昏》首度入圍最佳男主角並最終獲獎，以85歲之齡成爲目前最年長的金像影帝。
- 連奪最佳導演、最佳電影等四獎的《怒火》全員缺席當晚的頒獎典禮，僅由電影公司代表領獎。
- 所有獲提名最佳新演員的演員，各自同時獲提名最佳男主角、最佳女主角、最佳男配角及最佳女配角，是金像獎創立以來首次出現這個情況。

## 外部連結
- 香港電影金像獎官方網站 （页面存档备份，存于）
- 第40屆香港電影金像獎 - 參選資格及評選規則 （页面存档备份，存于）